# Heterotrichoncus pusillus
Heterotrichoncus pusillus là một loài nhện trong họ Linyphiidae. Chúng được František Miller miêu tả năm 1958. Chúng được tìm thấy ở Albania, Áo, Czech, Pháp, Nga, Slovakia, và Tây Ban Nha.